# Iwan Iwanowitsch Machonin

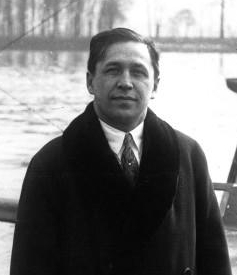
Iwan Iwanowitsch Machonin (1928)

Iwan Iwanowitsch Machonin (russisch Иван Иванович Махонин, franz. Yvan Makhonine; * 1885 in Sankt Petersburg; † 9. Juli 1973 in Frankreich) war ein russischer Flugzeugkonstrukteur und Erfinder in den Bereichen Flugzeug- und Maschinenbau, Waffenherstellung und Cracken.

## Leben
Machonin machte seinen Abschluss an der Fakultät für Wirtschaft am Polytechnischen Institut in Sankt Petersburg. Anfang des 20. Jahrhunderts errichtete er in Sankt Petersburg ein Entwicklungsbüro für Flugzeugwaffen.
Nach der Oktoberrevolution wurden von ihm eine Reihe von Projekten zur Weiterentwicklung des Eisenbahn- und Lufttransportes vorgeschlagen. 1919 wurden nach seinem Entwurf im Werk von Mytischtschi drei Lokomotiven mit Verbrennungsmotoren, für die unraffiniertes Erdöl als Kraftstoff diente, gebaut. Diese Motoren lieferten den Strom für die elektrischen Fahrmotoren der Lokomotiven.
1920 wurde vom Obersten Rat für Volkswirtschaft der RSFSR (ВСНХ РСФСР) sein Projekt eines Elektrozuges, angetrieben nur von Akkumulatoren, genehmigt. Der Zug wurde im Baltischen Werk aus drei umgerüsteten ehemaligen Motorwagen der Nikolaibahn gebaut. Die Akkumulatoren (264 Stück mit 7500 A/h) stammten von ehemaligen U-Booten. Am 12. Oktober 1920 fuhr der von Iwan Machonin entwickelte Zug um 8.15 Uhr vom Bahnhof in Petrograd ab und mit der Durchschnittsgeschwindigkeit von 60 Wersten pro Stunde (ca. 64 km/h) erreichte er Moskau nach einer Fahrzeit von 12 Stunden. Unterwegs gab es fünf Bahnhofshalts. Die Akkumulatoren mussten unterwegs einmal geladen werden.
Danach arbeitete Machonin an einem Luftschiff mit einer Tragfähigkeit von 60.000 Pud (ca. 982 Tonnen). Dieses sollte mit einem Flugzeug (Eindecker oder Doppeldecker), einem Auto und U-Boot ausgestattet werden, Platz für 1000 Fahrgäste bieten und eine Geschwindigkeit von 100 Wersten pro Stunde (ca. 107 km/h) erreichen. Nach dem Plan sollten die Konstruktion des Luftschiffes am 1. Mai 1921 abgeschlossen werden.
Da die Finanzierung derartiger Projekte in der nachrevolutionären Ära unter Lenin unmöglich war, war er gezwungen die Heimat zu verlassen und emigrierte 1921 im Alter von 36 Jahren nach Frankreich.

## In Frankreich
Verschiedene Projekte wurden nach seiner Emigration nach Frankreich in Angriff genommen. (Auswahl):
In den 1920er Jahren
- mehrstufige Raketen
- Kraftstoff für Torpedos aus Kohle durch Cracken im französischen Regierungsauftrag. Sie ließ ein Werk zur Kohleverflüssigung in Saint-Moré bei Paris errichten[4]
- 1929 Flugzeug (teleskopierbare Flügel)

In den 1930er Jahren
- Mak.10: von Machonin zusammen mit F. J. Rey ab Anfang der 1920er Jahre entwickeltes Testflugzeug mit Teleskopflügel und Lorraine-12Eb-Triebwerk. Durch Ausfahren der Außenflügel konnte die Flügelspannweite von 13 auf 21 Meter erhöht werden, die Flügelfläche stieg von 21 m² auf 33 m². Der Erstflug fand am 11. August 1931 statt. Die Flugleistungen ließen aufgrund des schwachen Antriebs zu wünschen übrig. Machonin wandte sich deshalb wegen finanzieller Unterstützung an die französische Regierung. Die Mittel wurden bewilligt und so war es im möglich, das Modell durch Einbau eines stärkeren Gnôme-Rhône-K-14-Motors zur Mak.101 zu modernisieren, die erstmals 1935 flog.[5][6]

In den 1940er Jahren
Unter deutscher Verwaltung wurden die Versuche mit der Mak.101 fortgesetzt. Als das Flugzeug zur weiteren Erprobung ins Versuchszentrum der Luftwaffe nach Rechlin überführt werden sollte, wurde es vom französischen Testpiloten Burtin absichtlich bruchgelandet.
Nach dem Zweiten Weltkrieg baute Machonin im Auftrag des französischen Luftfahrtministeriums die mit einem BMW-801-Motor ausgerüstete Mak.123, dessen Flügelfläche von 20 m² auf 36,50 m² erhöht werden konnte. Der Erstflug erfolgte etwa 1947. Nach einer Bruchlandung infolge Motorausfalls wurde die Entwicklung eingestellt.
In den 1950er und 1960er Jahren
Am 24. April 1951 bekam er United States Patent 2550278 für Variable surface wings and tail fins in flying machines.
24 Erfindungen im Bereich des Crackens.